# لوري جليمشر
لوري هوليس جليمشر (بالإنجليزية: Laurie Glimcher)‏‏ (1951 - ) عالمة طب ومناعة من الولايات المتحدة. عُينت رئيسًا ومديرًا تنفيذيًا لمعهد دانا-فاربر للسرطان في أكتوبر 2016. ثم انتخبت عضوًا في الجمعية الأمريكية للفلسفة في عام 2019.

## الجوائز
- جوائز لوريال-اليونسكو للمرأة في العلوم
- جائزة اتحاد الجمعيات الأمريكية لعلم الأحياء التجريبي للتميز في العلوم  [لغات أخرى]‏
- Stanley J. Korsmeyer Award [الإنجليزية]‏[26]
- زمالة الأكاديمية الأمريكية للفنون والعلوم
- American Association of Immunologists Lifetime Achievement Award [الإنجليزية]‏